# Ministère du Logement de la Polynésie française
Le ministère du Logement de la Polynésie française est un ministère du gouvernement de la Polynésie française.

## Liste des ministres du Logement
Le tableau liste les ministres du Logement, de l’Aménagement du territoire, chargés de la famille et des personnes non autonomes, qui ont exercé depuis 2018.
| Ministres                | Gouvernement                  | Mandats                  | Parti             |
| ------------------------ | ----------------------------- | ------------------------ | ----------------- |
| Jean-Christophe Bouissou | Gouvernement Édouard Fritch V | 23 mai 2018- 16 mai 2023 | Tapura Huiraatira |
| Minarii Galenon-Taupua   | Gouvernement Brotherson       | 16 mai 2023 en fonction  | Tavini Huiraatira |